# 구 마산헌병 분견대
구 마산헌병 분견대(舊 馬山憲兵 分遣隊)은 대한민국 경상남도 창원시 마산합포구에 있는 일제강점기의 건축물이다. 2005년 9월 14일 대한민국의 국가등록문화재 제198호로 지정되었다.

## 등록 사유
1912년 건립된 일제식민통치의 상징적 기관인 헌병대 건물로 현재는 충호회 경남지부로 사용되고 있다. 이 건물은 일제시대 관공서 건축물로서의 권위적인 형태를 그대로 보존하고 있어 건축사적, 역사적 가치가 있다.

## 관리 기관
2014년 6월 27일 문화재청장은 문화재보호법 제34조, 제54조 및 제59조에 따라 등록문화재 제198호 『구 마산헌병 분견대』의 국가등록문화재 관리단체를 창원시로 지정, 고시하였다.

## 참고 자료
- 구 마산헌병 분견대 - 국가유산청 국가유산포털